# Miloš Macourek
Miloš Macourek (ur. 2 grudnia 1926 w Kromieryżu, zm. 30 września 2002 w Pradze) – czeski poeta, prozaik, dramaturg i scenarzysta filmowy.

## Wybrana filmografia
- Kto chce zabić Jessii? (1966)
- Panowie, zabiłem Einsteina (1970)
- Trup w każdej szafie (1970)
- Jest pan wdową, proszę pana! (1970)
- Dziewczyna na miotle (1972)
- Sześć niedźwiedzi i klown Cebulka (1972)
- Jak utopić doktora Mraczka (1974)
- Cyrk w cyrku (1976)
- Jutro wstanę rano i oparzę się herbatą (1977)
- Szpinak czyni cuda! (1977)
- Hop – i jest małpolud (1978)
- Arabela (1980–1981)
- Goście z galaktyki Arkana (1981)
- Latający Czestmir (1984)
- Rumburak (1985)
- Powrót Arabeli (1993–1994)
- Ubu Król (1996)
- Diabli wiedzą po co (2003)